# Азиатско диво куче
Азиатското диво куче (Cuon alpinus), също азиатско червено куче, е вид диво куче от семейство Кучета и единствен представител на рода Cuon. Среща се в части от Южна, Югоизточна и Средна Азия.

## Общи сведения
Азиатското диво куче е сравнително голямо и прилича на куче. Има закръглени уши и дълга, средно окосмена опашка. Краката са относително къси, козината е светлокафява или тъмночервена с малко по-тъмнокафява опашка и по-светла козина по корема. Дължината на тялото му (без опашката) е 90 см, а самата опашка е дълга 40 – 45 см. Тежи 15 – 20 кг, а женските – 10 – 13 кг. Високо е около 50 см.

## Разпространение
Най-разпространени са в гористите местности в Южна Азия, но се срещат и на север в Средна Азия около границите на Русия, на изток до Малайзия и на юг до Суматра и Ява.
В бившия Съветски съюз азиатското диво куче живее във високите части и гъстите гори. В Индия обитава гъсти гори и джунгли на височина до 2100 м. В Тайланд се качва в планинските гори до 3000 м. Според наблюдения в Индия има пет качествени фактора за отличното местообитание на азиатското диво куче: изобилие на плячка; достъп до вода; шубраци на открит терен с ниска трева; отсъствие на човешка намеса; скални процепи, дупки в земята или хиенови бърлоги.

## Начин на живот и хранене

### Поведение
Азиатското диво куче е общителен представител на семейство Кучета и обикновено живее и ловува на глутници от по около 5 – 12 индивида. Има описани случаи, когато глутницата е наброявала 25 индивида (Johnsingh, 1985; Cohen, 1977). Глутниците обитават дадена територия и я бранят от натрапници. Проучване в националния парк Бандипур в Южна Индия показва, че повече от три възрастни индивида са помогнали за изхранването на кърмеща майка и малките ѝ. След като малките хищници напуснат бърлогата, глутницата продължава да се грижи за тях като повръща изядено месо и като им позволява да се хранят с убитата от нея плячка (Johnsingh, 1985).

### Хранене
Най-често се храни с други гръбначни, най-вече средно големи копитни. Към менюто си включва още дребни плодчета и влечуги. Cohen et al (1978) открива организми от растителен произход само в 25% от изпражненията на азиатското диво куче; а според Johnsingh (1982) в 7% от тях тревата е основен компонент. В индийския национален парк Бандипур било направено изследване върху биомасите на плячката на азиатското диво куче (Johnsingh, 1982), резултатите от които са: читал (вид елен) 73%; самбар (друг вид елен) 17%, гризачи 5%, зайцеподобни 2,5%. Малките размери на гризачите означават, че те представляват около 90% от убитите животни. В Съветския съюз Сосновски (1967) пише, че азиатското диво куче ловува главно северни елени, диви овце, диви козли и язовци.

## Размножаване
Размножителният период е септември-февруари в Централна и Северна Индия и септември-декември в Южна Индия (Johnsingh, 1982). Бременността трае 60 – 62 дни. Ражда до 8 – 9 малки, но обикновено само 3 – 4. Женската кърми малките поне 8 седмици. Достигат полова зрялост на 1-годишна възраст. Живеят 10 години, а понякога до 16 години (в плен).

## Природозащитен статут
Ловът на азиатско диво куче е забранен от 1971 в СССР. В Индия видът е защитен по програма I на Закона за опазване на биологичното разнообразие от 1972 г. (за да бъде убит един индивид трябва да бъде поискано разрешение освен при самозащита или ако убива хора). В Индия и Непал Israel и Sinclair (1987) пишат за следните популации в защитени райони: Перияр (777 км2) – добре застъпен, около 50 глутници; Мудумалай, Бандипур и Нагарол (1805 км2) – също добре застъпен, но броят на глутниците не е известен.

## Допълнителни сведения
Азиатското диво куче се появява в две произведения за деца на Ръдиард Киплинг, едно от които е известната „Втората книга за джунглата“.
Кожата му се използва от човека, но не се продава на международни пазари.
Латинското наименование на азиатското диво куче е Cuon alpinus. „Cuon“ означава „куче“ на гръцки, а „alpinus“ означава „планински“ на латински. В този смисъл, латинското име на този вид означава „планинско куче“.

### Сайтове
- Сайт за азиатското диво куче Архив на оригинала от 2005-04-03 в Wayback Machine.
- „Лайънкрашър“ Архив на оригинала от 2008-06-09 в Wayback Machine.
- Разпространение Архив на оригинала от 2005-02-14 в Wayback Machine.
- „Лейдиуайлдлайф“ Архив на оригинала от 2005-04-13 в Wayback Machine.

### Снимки
- 1, 2, 3, 4, 5